# Valla invicta

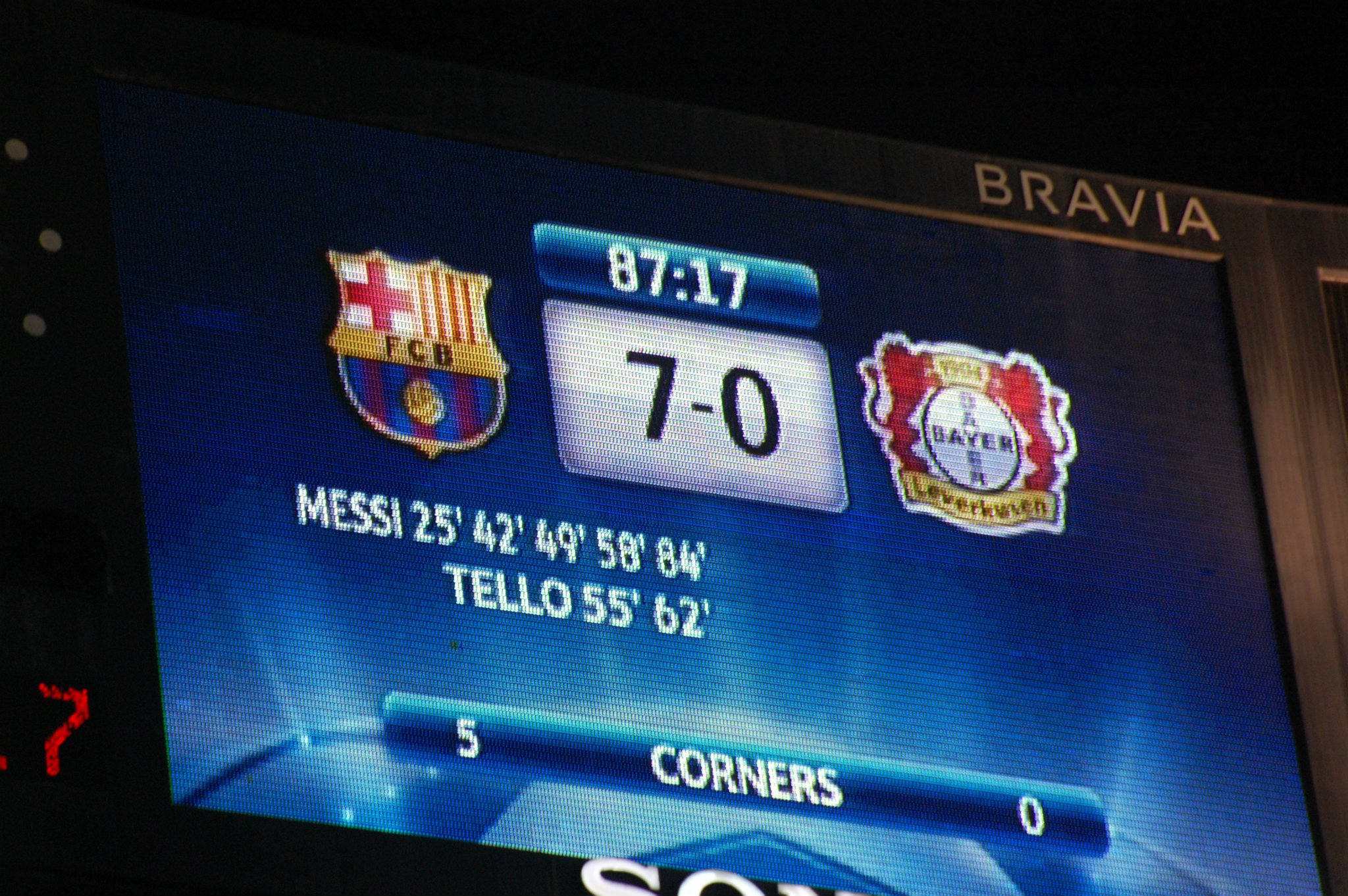
El FC Barcelona mantiene la portería a cero durante un partido de la Liga de Campeones de la UEFA contra el Bayer Leverkusen.

Valla invicta (en España: dejar la portería a cero) es el resultado de un encuentro deportivo donde uno de los equipos no concede goles o puntos. Se puede dar mediante una defensa efectiva del equipo que la logra, o bien porque el equipo rival desarrolla un ataque débil. 
En el fútbol y el hockey sobre hielo, es frecuente mantener la valla invicta. En el rugby, rugby 7, rugby league y fútbol americano se da muy raramente, porque se puede patear a los palos en caso de recibir penales (en las variantes del rugby) o patear a los postes en un cuarto down (en el fútbol americano).
En el béisbol se le llama blanqueada o lechada cuando un equipo no consigue ninguna carrera. Dado que en la primera mitad del siglo XX era frecuente que un lanzador completara un juego, ocurría frecuentemente que el jugador lograra una blanqueada. El récord lo ostenta Walter Johnson con 110, y lo escolta Grover Cleveland Alexander con 90. La cantidad de juegos completos bajó paulatinamente hacia la década de 2000, por lo que las blanqueadas de jugadores son aún más raras.
En el voleibol y el baloncesto es virtualmente imposible mantener la valla invicta, dado que es muy fácil conseguir puntos.